# Ћоре
Ћоре су насељено мјесто у општини Двор, у Банији, Сисачко-мославачка жупанија, Република Хрватска.

## Историја
Ћоре су се од распада Југославије до августа 1995. године налазиле у Републици Српској Крајини.

## Становништво
Насеље је према попису становништва из 2011. године имало 33 становника.
| Националност       | 1991. | 1981. | 1971. | 1961. |
| Срби               | 139   | 260   | 282   | 299   |
| Југословени        |       | 42    |       |       |
| Црногорци          |       | 2     |       |       |
| Хрвати             |       |       | 1     |       |
| остали и непознато |       | 9     | 3     | 1     |
| Укупно             | 139   | 313   | 286   | 300   |

| Демографија | Демографија | Демографија |
| Година      | Становника  | Становника  |
| ----------- | ----------- | ----------- |
| 1961.       | 300         |             |
| 1971.       | 286         |             |
| 1981.       | 313         |             |
| 1991.       | 139         |             |
| 2001.       | 48          |             |